# José Joaquín de Herrera (đô thị)
José Joaquín de Herrera là một đô thị thuộc bang Guerrero, México. Năm 2005, dân số của đô thị này là 14424 người.